# لوئیس فابیانو
لوئیس فابیانو کلمنته (Luís Fabiano Clemente) بازیکن تیم ملی برزیل و بازیکن سابق تیم اسپانیایی سویا است.او تا به‌حال با تیم ملی کشورش به مقام قهرمانی در کوپا آمریکا و جام کنفدراسیون‌ها رسیده است.

## جام جهانی
فابیبانو در جام جهانی فوتبال ۲۰۱۰ به همراه تیم ملی برزیل در این تورنومنت حضور داشت.او در این رقابتها برای تیمش نیز گلزنی کرد.